# Platet

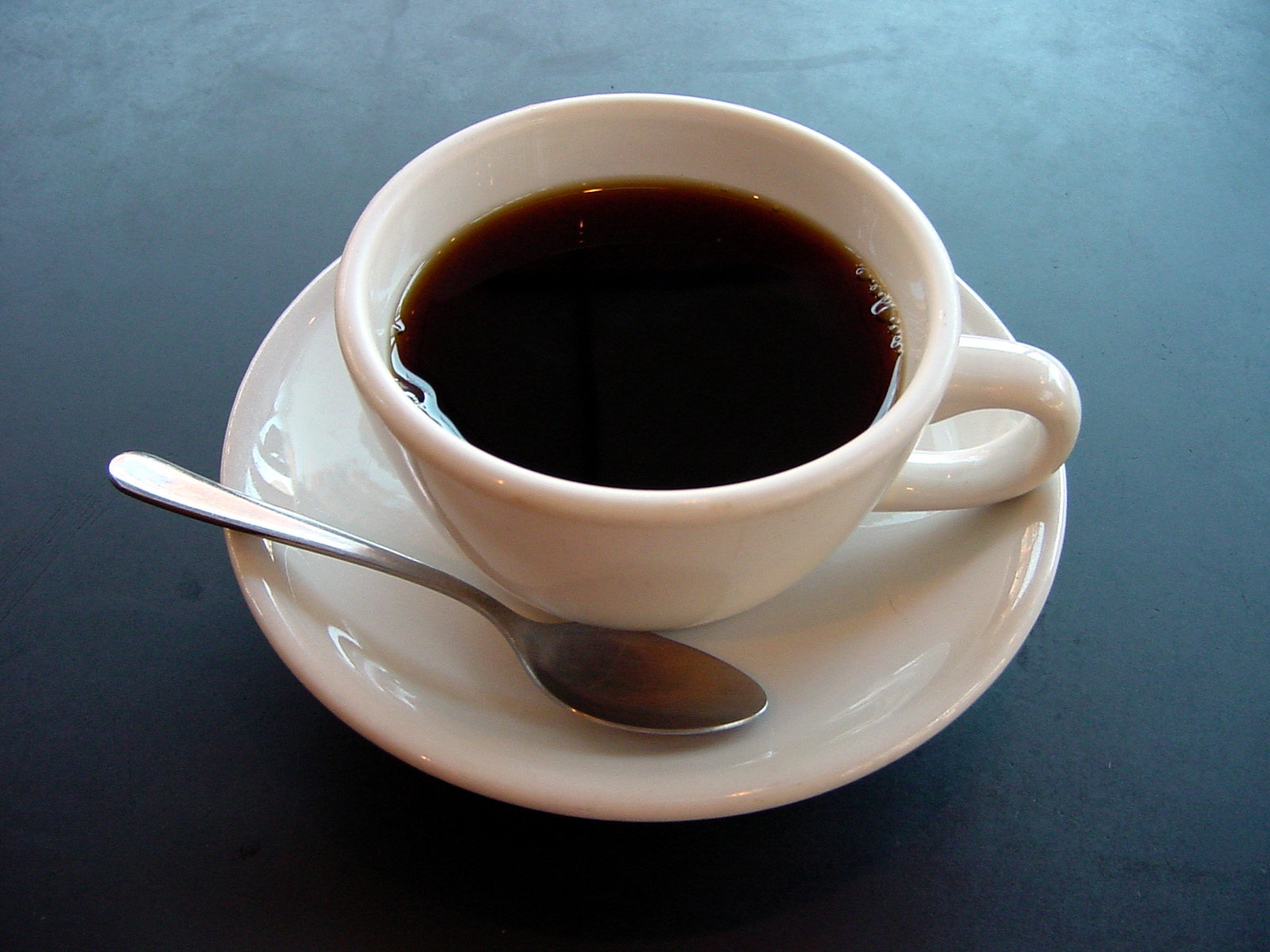
Un platet suporta una tassa i una cullera.

El platet o la sotacopa, és un element de la vaixella que té l'aspecte d'un plat petit que serveix el més sovint de base a una tassa. Permet de recollir les gotes que podrien sobreeixir de la tassa i a posar-hi la cullera per al cafè, els terrossos de sucre i tota llaminadura consumida amb la beguda. Protegeix igualment el lloc on es posa de l'escalfor de la tassa. Serveix igualment de recipient per a presentar una petita quantitat de producte. Poden ser venudes separadament, amb una tassa assortida, o en un servei per a cafè o te. Per associació d'idea sobre la forma, hom diu platet volador o volant d'un objecte volador no identificat.

## Galeria

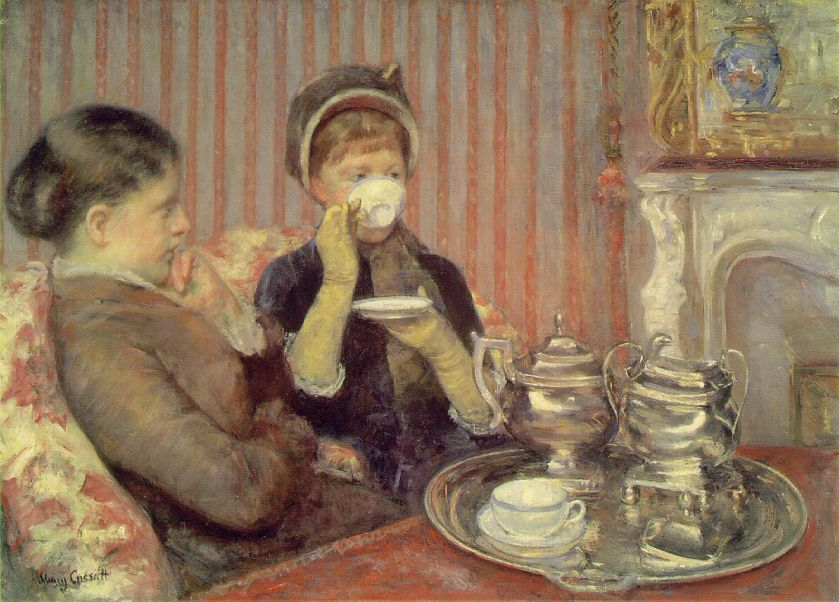
Dones que prenen el te (pintura Tea de Mary Cassatt)
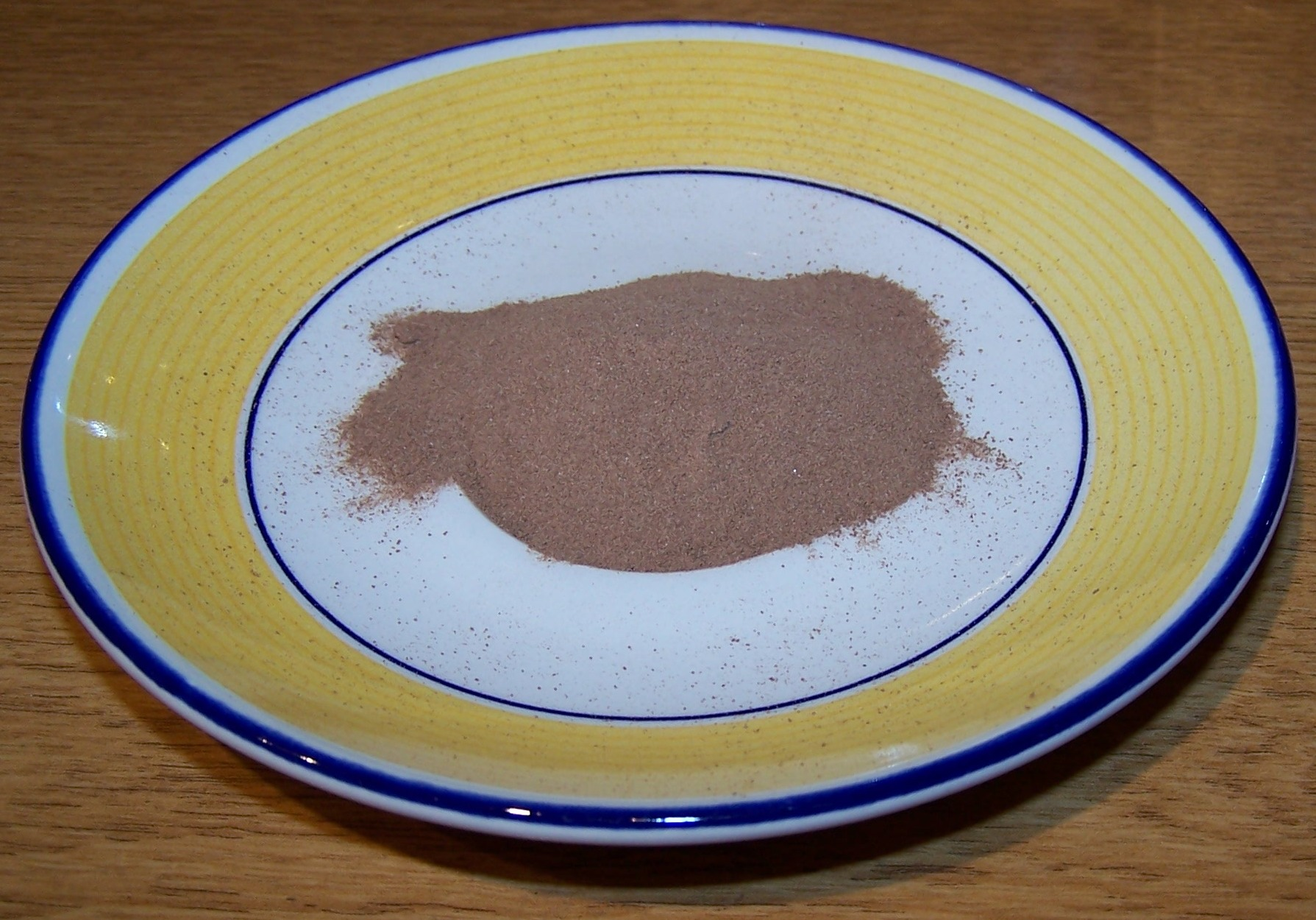
Sotacopa que rep xocolata en pols
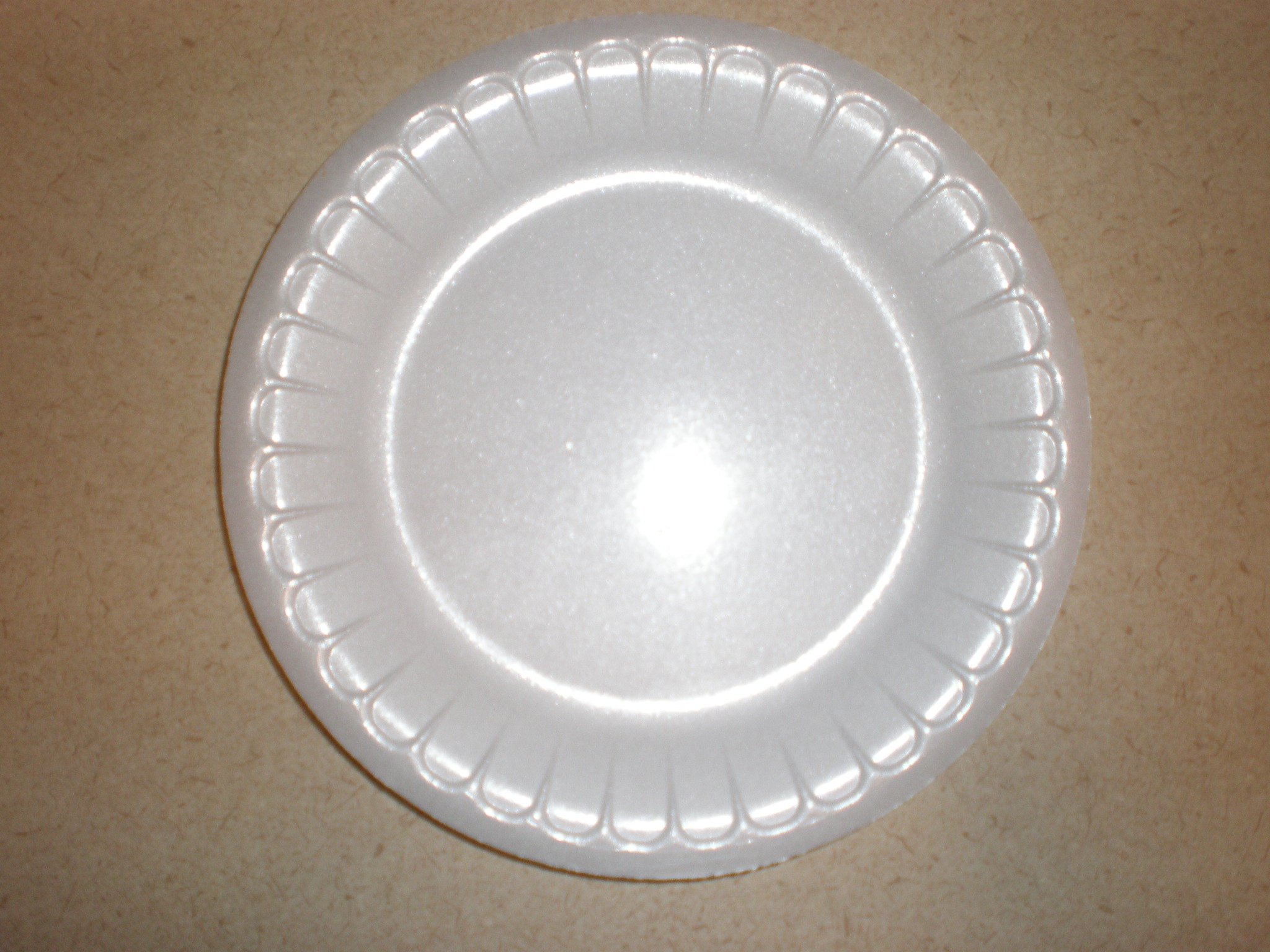
Platet d'un sol ús de polistirè extrudat
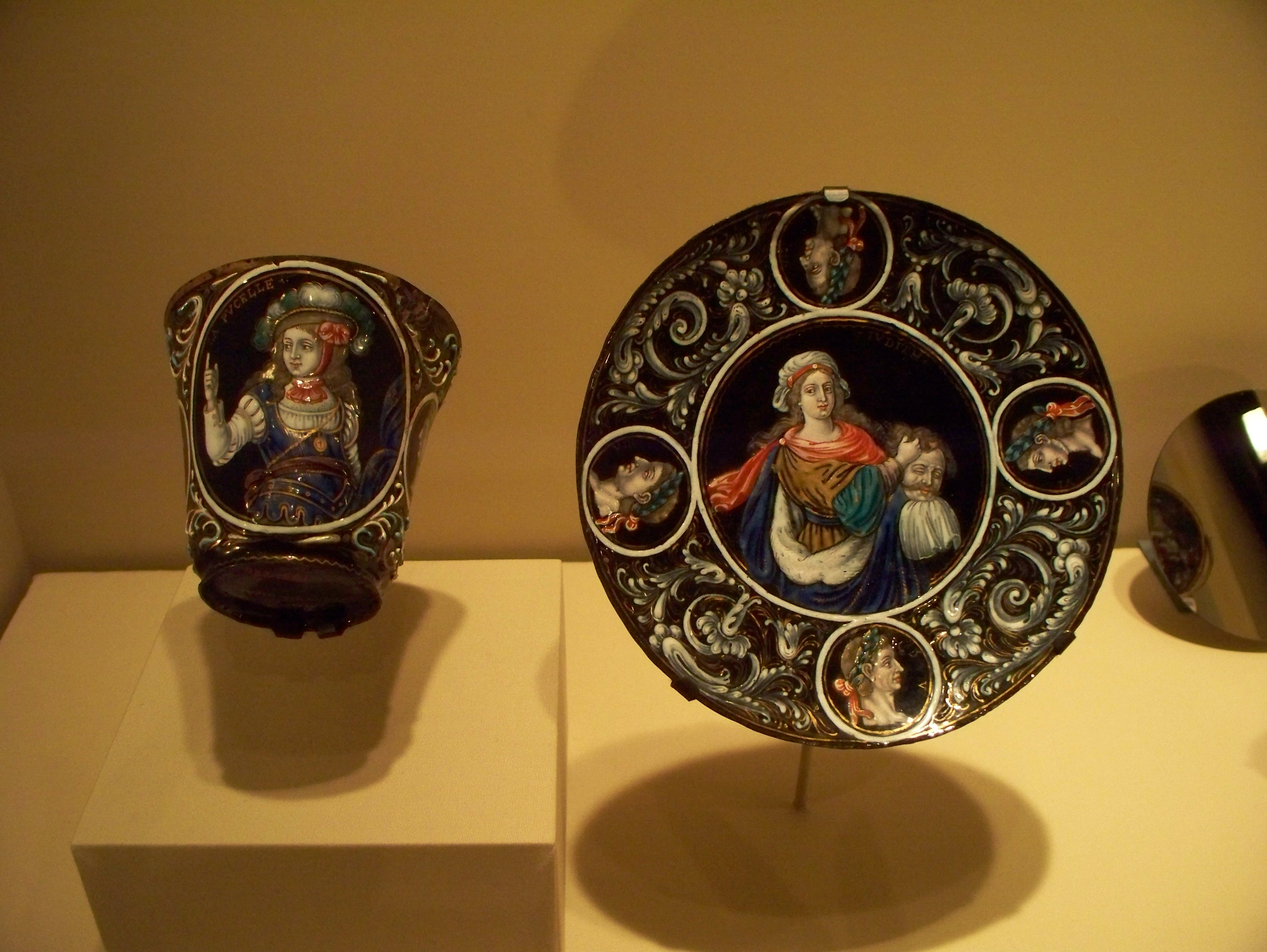
Antiguitat